# Condylocarpon myrtifolium
Condylocarpon myrtifolium är en oleanderväxtart som först beskrevs av Friedrich Anton Wilhelm Miquel, och fick sitt nu gällande namn av Müll. Arg.. Condylocarpon myrtifolium ingår i släktet Condylocarpon och familjen oleanderväxter. Inga underarter finns listade i Catalogue of Life.